# 伯利兹中央银行
伯利兹中央银行是伯利兹的中央银行，位于首都伯利兹市。历届央行行长详见。

## 历史
伯利兹中央银行成立于1982年1月1日，是运营于1976年至1981年的伯利兹金融管理局的天然接班人，而伯利兹货币委员会从1894年就已开始执掌该机构。伯利兹货币委员会曾因贬值危机诱发了20世纪50年代的伯利兹民族主义运动。

## 职能
和其前身伯利兹金融管理局和货币委员会一样，伯利兹中央银行是一个把完善货币和金融体系作为第一要务的金融机构。